# Thelotrema adjectum
Thelotrema adjectum är en lavart som beskrevs av Nyl. Thelotrema adjectum ingår i släktet Thelotrema och familjen Graphidaceae.   Inga underarter finns listade i Catalogue of Life.